# Stanisław Głowacki (muzykolog)
Stanisław Ignacy Głowacki (ur. 19 października 1875 w Kozówce koło Tarnopola, zm. 20 sierpnia 1946 w Gdańsku) – polski muzykolog i choreolog.

## Życiorys
Ukończył naukę w Zakładzie Naukowo-Wychowawczym Ojców Jezuitów w Chyrowie oraz klasę fortepianu Henryka Melcera w konserwatorium Galicyjskiego Towarzystwa Muzycznego we Lwowie. Studiował na Wydziale Prawa Uniwersytetu Lwowskiego. Po ukończeniu studiów pracował jako urzędnik w starostwie w Kołomyi. Ukończył także kurs pianistyczny u Teodora Leszetyckiego w Konserwatorium Wiedeńskim. W 1906 roku objął klasę fortepianu w Instytucie Muzycznym Anny Niementowskiej we Lwowie. W 1908 roku uczestniczył w Genewie w letnim kursie gimnastyki muzycznej Émile’a Jaques-Dalcroze’a, po powrocie do kraju stał się propagatorem jego teorii i w roku szkolnym 1908/1909 utworzył w Instytucie Muzycznym pierwszą klasę gimnastyki rytmicznej. W 1910 roku z okazji uroczystości chopinowskich we Lwowie wygłosił referat na temat rytmiki Dalcroze’a, połączony z pokazami. W latach 1910–1913 wprowadził rytmikę do Towarzystwa Zabaw Ruchowych, zakładów żeńskich M. Frenklówny i W. Niedziałkowskiej, do Konserwatorium Lwowskiego oraz klasy operowej Instytutu Muzycznego.
W 1919 roku przeprowadził się do Warszawy, gdzie objął stanowisko naczelnika Wydziały Wyznań Katolickich w Ministerstwie Wyznań Religijnych i Oświecenia Publicznego. W 1932 roku przeszedł na emeryturę. Prowadził badania nad teorią, estetyką i historią tańca, zgromadził jedyny w Polsce księgozbiór z tej dziedziny. Był organizatorem Towarzystwa Miłośników Tańca w Polsce. Prowadził wykłady, audycje muzyczne i lekcje improwizacji akompaniamentu fortepianowego do ćwiczeń rytmicznych. Był członkiem licznych jury konkursów krajowych i zagranicznych, m.in. podczas Letnich Igrzysk Olimpijskich w Berlinie w 1936 roku.
W trakcie powstania warszawskiego stracił cały dobytek, spłonął też jego księgozbiór. Po wojnie osiadł w Krakowie, gdzie zorganizował Komisję Choreograficzną przy Związku Zawodowym Muzyków. Zmarł w Gdańsku podczas przygotowań do ogólnopolskiego konkursu tanecznego. Został pochowany w Oliwie.